# Гепберн Тауншип (округ Лайкомінг, Пенсільванія)
Гепберн Тауншип (англ. Hepburn Township) — селище (англ. township) в США, в окрузі Лайкомінг штату Пенсільванія. Населення — 2578 осіб (2020).

## Демографія
Згідно з переписом 2010 року, у селищі мешкали 2762 особи в 1111 домогосподарстві у складі 831 родини. Було 1175 помешкань
Расовий склад населення:
| - 97,5 % — білих - 0,8 % — азіатів - 0,7 % — чорних або афроамериканців - 0,2 % — корінних американців - 0,1 % — вихідців з тихоокеанських островів |

До двох чи більше рас належало 0,5 %. Частка іспаномовних становила 0,9 % від усіх жителів.
За віковим діапазоном населення розподілялося таким чином: 19,5 % — особи молодші 18 років, 62,7 % — особи у віці 18—64 років, 17,8 % — особи у віці 65 років та старші. Медіана віку мешканця становила 47,2 року. На 100 осіб жіночої статі у селищі припадало 101,9 чоловіків;  на 100 жінок у віці від 18 років та старших — 101,3 чоловіків також старших 18 років.
Середній дохід на одне домашнє господарство  становив 67 313 долари США (медіана — 57 831), а середній дохід на одну сім'ю — 77 419 доларів (медіана — 69 565). Медіана доходів становила 46 985 доларів для чоловіків та 34 940 доларів для жінок. За межею бідності перебувало 5,2 % осіб, у тому числі 8,4 % дітей у віці до 18 років та 2,5 % осіб у віці 65 років та старших.
Цивільне працевлаштоване населення становило 1398 осіб. Основні галузі зайнятості: освіта, охорона здоров'я та соціальна допомога — 25,3 %, виробництво — 15,8 %, роздрібна торгівля — 10,4 %, будівництво — 7,7 %.